# Ришканський район
Ришканський район або Ришкань (рум. Rîşcani) — район у північно-західній Молдові. Адміністративний центр — Ришкани.
На захід від району розташований кордон з Румунією. Межує з Єдинецьким та Дондушенським районами на півночі, Дрокійським — на сході та північному сході, муніципієм Бєльці та Синжерейським районом на південному сході та з Глоденським районом на півдні.
Національний склад населення згідно з Переписом населення Молдови 2004  та 2014 років.
| етнічна група     | 2004           | 2004      | 2014           | 2014      |
| етнічна група     | кількість осіб | частка, % | кількість осіб | частка, % |
| ----------------- | -------------- | --------- | -------------- | --------- |
| молдовани/румуни  | 51 168         | 73,66     | 45 375         | 76,61     |
| українці          | 15 632         | 22,51     | 11 536         | 19,48     |
| росіяни           | 1 726          | 2,49      | 1 523          | 2,57      |
| цигани            | 602            | 0,87      | 468            | 0,79      |
| болгари           | 61             | 0,09      | 36             | 0,06      |
| ґаґаузи           | 60             | 0,09      | 47             | 0,08      |
| поляки            | 42             | 0,06      | ...            | ...       |
| євреї             | 8              | 0,01      | ...            | ...       |
| інші / не вказали | 155            | 0,22      | 241            | 0,41      |
| Всього            | 69 454         | 100       | 59 226         | 100       |

Повсякденна мова мешканців району (2014):
| Мова                 | кількість осіб | частка, % |
| -------------------- | -------------- | --------- |
| молдовська/румунська | 43 653         | 73,71     |
| російська            | 8 117          | 13,71     |
| українська           | 6 745          | 11,39     |
| циганська            | 406            | 0,68      |
| інші                 | 42             | 0,07      |
| не вказали           | 263            | 0,44      |
| всього               | 59 226         | 100       |